# Закон природної зональності
Зако́н приро́дної зона́льності — закон, відкритий А. Гумбольдтом (1808), О. П. Декандолем (1874), X. Мерріемом (1890), зазначив закономірний розподіл рослин і тварин на земній поверхні в залежності від температури. Остаточне формулювання Закону природної зональності належить В. В. Докучаєву (1899), який в роботі «Вчення про зони природи» узагальнив вплив широтної і вертикальної зональності на весь природний комплекс, що включає кліматичні фактори, ґрунт, рослини і тварини.